# Anna Wysocka (geolog)
Anna Justyna Wysocka (ur. 1966) – polska geolożka, specjalizująca się w sedymentologii. Profesor Uniwersytetu Warszawskiego oraz Polskiej Akademii Nauk.

## Życiorys
W 1991 ukończyła studia magisterskie na Wydziale Geologii Uniwersytetu Warszawskiego – specjalizacja geologia stratygraficzno-poszukiwawcza. W 1999 uzyskała tamże stopień doktora nauk o Ziemi w zakresie geologii, a w 2010 doktor habilitowanej nauk o Ziemi, dyscyplina geologia, specjalność sedymentologia, na podstawie dorobku w dziedzinie Rekonstrukcja lądowych środowisk depozycji (paleogen/neogen) w basenach sedymentacyjnych związanych ze strefami przesuwczymi północnego Wietnamu. W 2018 uzyskała tytuł profesora nauk o Ziemi.
Od 1991 związana zawodowo z macierzystym wydziałem, od 1992 jako asystentka, od 2000 adiunktka, a od 2012 profesor nadzwyczajna. Pełniła lub pełni liczne funkcje, m.in. prodziekan do spraw studenckich (2012–2020), zastępczyni dyrektora Instytutu Geologii Podstawowej Wydziału Geologii (2002–2012). Od 2023 pracuje także w Instytucie Nauk Geologicznych Polskiej Akademii Nauk, pełniąc jednocześnie funkcję zastępczyni dyrektora ds. naukowych.
Jej zainteresowania badawcze dotyczą neogeńskiej sedymentacji utworów okruchowych w środowiskach lądowych i morskich (m.in. z Polski, Ukrainy, Iranu, Egiptu, Wietnamu).
Członkini Polskiego Towarzystwa Geologicznego oraz International Association of Sedimentologists. Redaktorka pomocnicza Kwartalnika Geologicznego (od 2012).
Wypromowała co najmniej troje doktorów.
W latach 1993–1995 pracowała jako nauczycielka geografii w szkole podstawowej oraz liceum.